# Champinjonmjölskivling
Champinjonmjölskivling (Clitopilus passeckerianus) är en svampart som först beskrevs av Albert Pilát, och fick sitt nu gällande namn av Rolf Singer 1946. Champinjonmjölskivling ingår i släktet Clitopilus och familjen Entolomataceae.  Arten är reproducerande i Sverige. Inga underarter finns listade i Catalogue of Life.